# Tokay Mammadov
Tokay Mammadov (en azéri : Tokay Həbib oğlu Məmmədov 18 juillet 1927, Bakou - 2 mai 2018, Bakou, Azerbaïdjan) est un sculpteur soviétique puis azerbaïdjanais. 

## Famille
Tokay Habib oglu Mammadov est né le 18 juillet 1927 à Bakou. Son père, Habib Gurban oglu Mammadov, était docteur en sciences techniques et sa mère, Ziver Mammadova, était la première femme sculpteur en Azerbaïdjan. Il reçoit sa première éducation de sa mère. 

## Études
En 1942, Tokay passe un examen à l'école d'art de Bakou. À cette époque, un département de sculpture venait d'être créé à l'école d'art de Bakou. Il est ensuite diplômé de l'Institut de peinture, de sculpture et d'architecture Repina Leningrad en 1951. 

## Travaux
Parmi les œuvres principales figurent les bustes en bronze d'anciens combattants (1985), le  portrait sculptural du poète Samed Vurgun (1987), le monument à Imadeddine Nassimi (1979; co-écrit avec Ibrahim Zeynalov).
Tokay Mammadov est le premier sculpteur azerbaïdjanais à commencer à travailler le bois, et depuis lors, qui est devenu son matériel préféré. De l'arbre, il crée le portrait de Nizami, un grand poète du monde intellectuel, complexe et spirituellement riche. Il vit et travaille à Bakou, dirige le département de sculpture à l'Académie nationale des arts d'Azerbaïdjan, prépare toute une génération de jeunes professionnels. 

## Récompenses
Par décret du président de l'Azerbaïdjan Ilham Aliyev du 7 février 2006, T. Mammadov est approuvé au Conseil de l’héraldique du président de la République d'Azerbaïdjan. En l'honneur du 250e anniversaire de l'Académie russe des arts, il reçoit la médaille commémorative «Pour les services rendus à l'Académie en l'honneur du 250e anniversaire» (2007). 
Artiste du peuple de la RSS d'Azerbaïdjan (1973), Artisan émérite de la RSS d'Azerbaïdjan (1962), membre correspondant de l'Académie des arts de l'URSS (1975), professeur (1977), lauréat du prix d'État de l'URSS (1978), président du conseil d'administration de l'Union des artistes d'Azerbaïdjan en 1970-1972, membre correspondant de l'Académie des arts de Russie.

## Récompenses et prix
- Ordre de Charaf (2012)
- Ordre de Chohrat (gloire)(2002)
- Ordre de l'Amitié des peuples (22 août 1986)
- Ordre "Badge d'honneur" (9 juin 1959)
- Diplôme honorifique du Président de la République d'Azerbaïdjan (2017) [2]
- Prix d'État de l'URSS (1978) [1]
- Prix d'État de la RSS d'Azerbaïdjan (1982)
- Médaille d'argent de l'Académie des arts de l'URSS de 1958.
- «Pour les services rendus à l'Académie en l'honneur du 250e anniversaire» (Russie) (2007).
- Médaille portant le nom de l'académicien Yusif Mamedaliev (Centre des Lumières, Culture et Information "Bilik", 2007).